# ならまち
ならまちは、奈良県奈良市の中心市街地南東部に位置する、歴史的町並みを有する地域。狭い街路に、江戸時代以降の町屋が数多く建ち並ぶ。
なお、漢字で奈良町と表記した場合は、ならまちに「奈良きたまち」・「高畑」・「京終・紀寺」のエリアを加えた区域を指す。「ならまち」は、「奈良町」のうち国道369号よりも南の区域を指す。
このうち、元興寺の旧境内を中心とする49.3ヘクタールが、奈良市により奈良町都市景観形成地区に指定されている。

## 概要

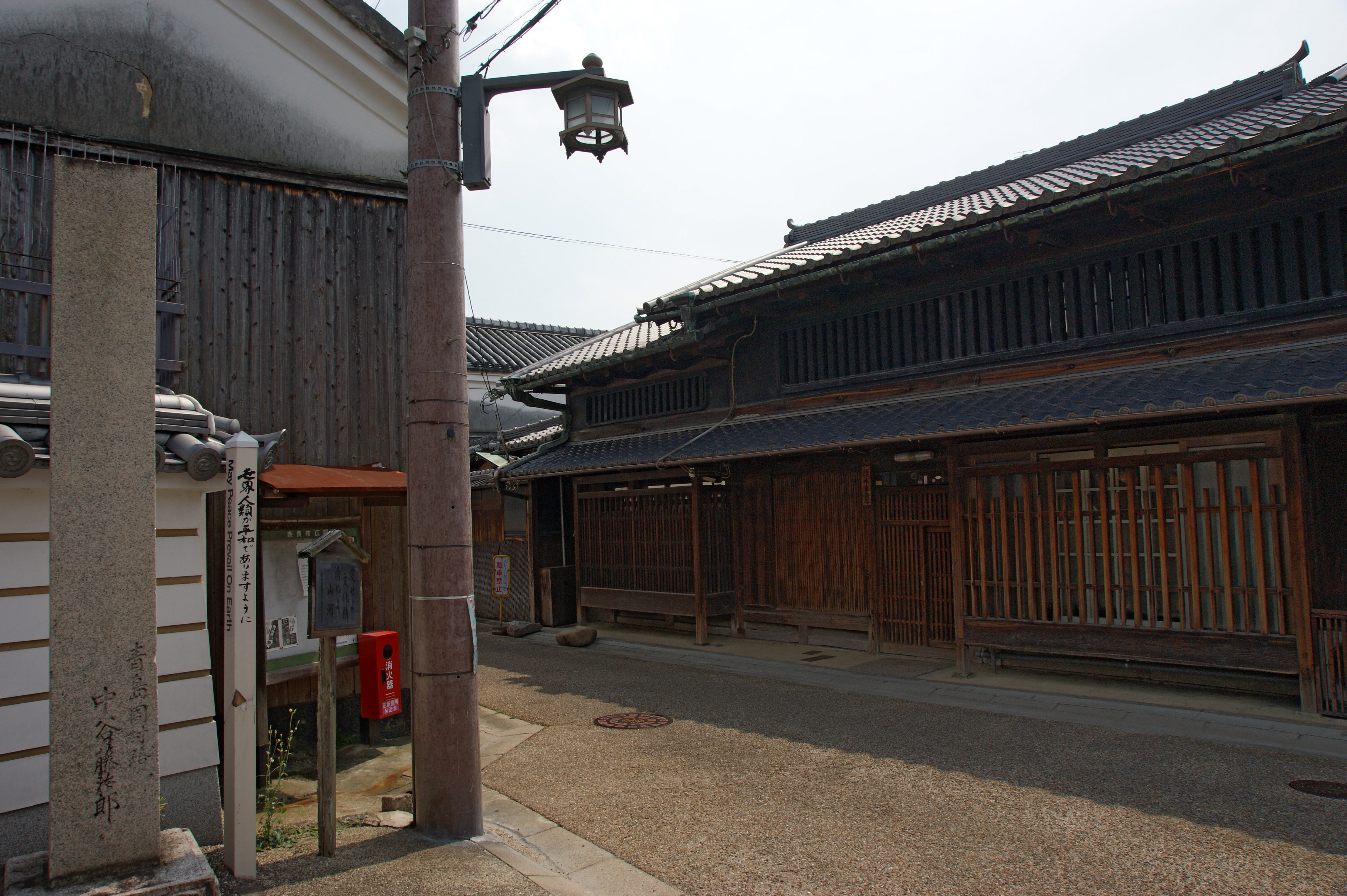
芝新屋町、元興寺（塔跡）門前から南方向を望む

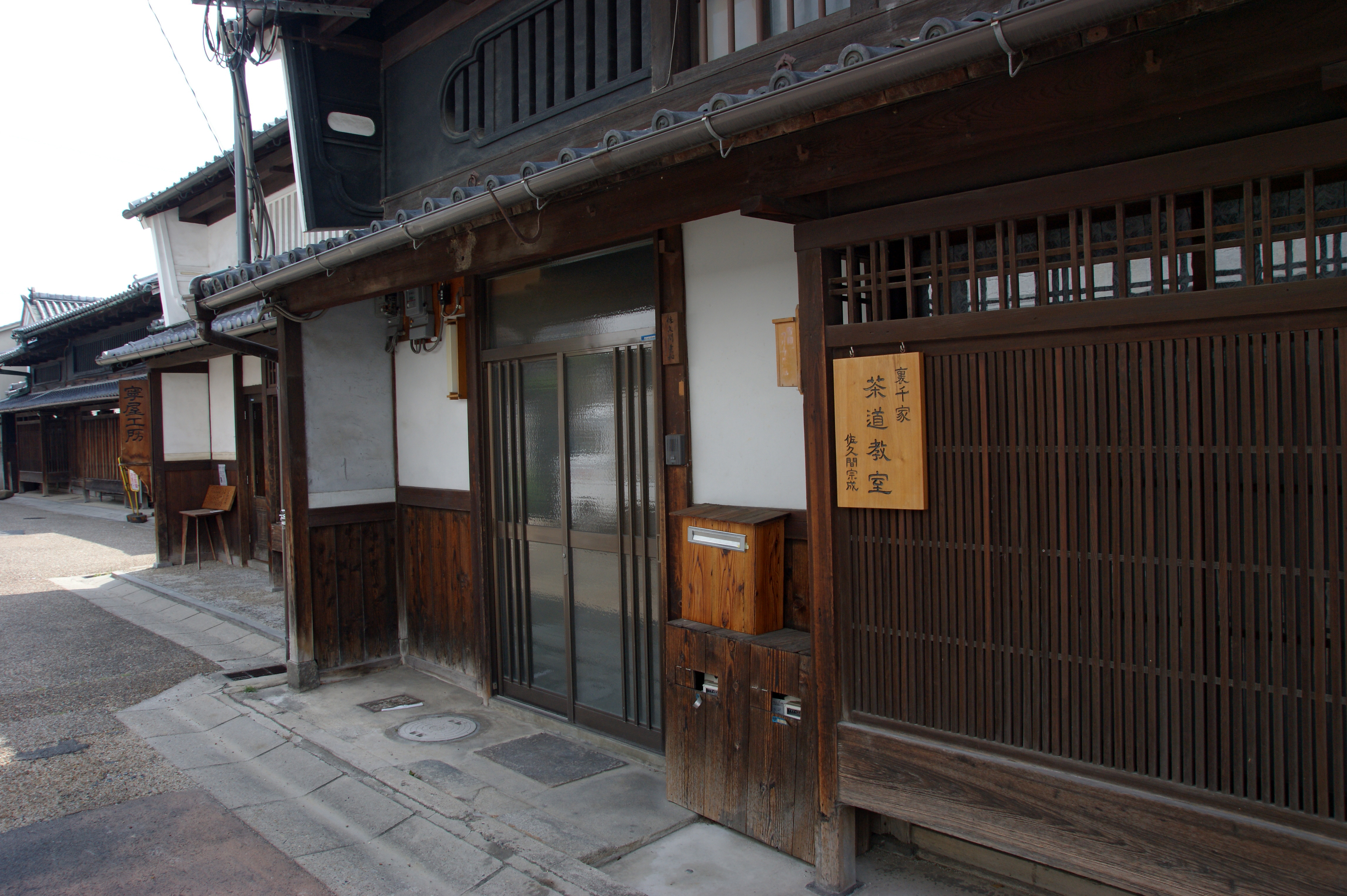
芝新屋町、寧屋工房付近（南方向を望む）

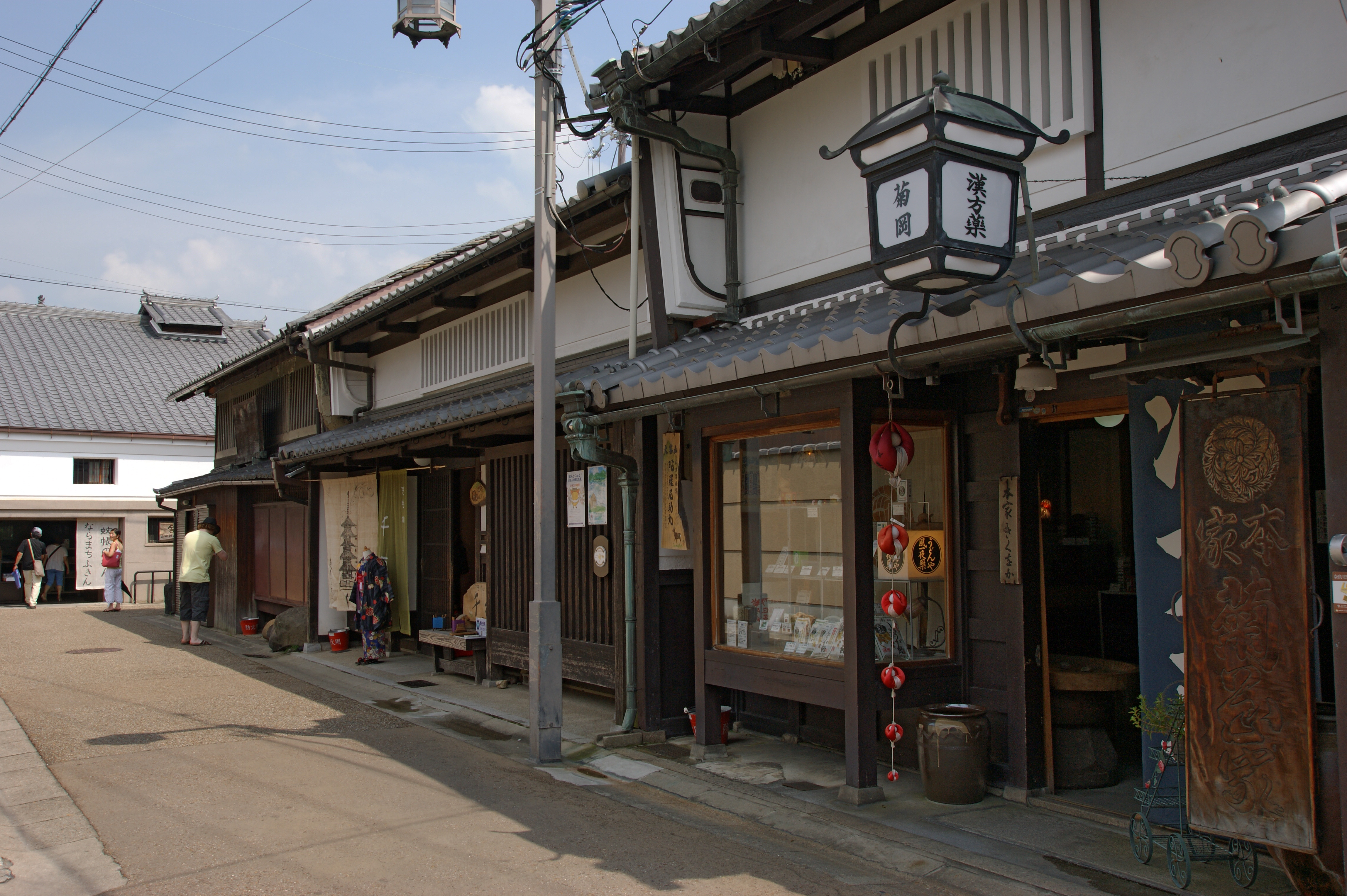
中新屋町（東方向を望む）

この地域には発掘作業により古墳も見つかっているが、都市としての発展は、710年（和銅3年）に遷都した奈良の都・平城京の外京として多くの社寺が置かれたことに始まる。784年（延暦3年）の長岡京遷都後も、東大寺や春日大社、興福寺のお膝元として都市機能を維持した。
中世以降、元興寺旧境内に様々な産業（筆、墨、蚊帳、晒、仏具、布団、刀、酒、醤油など）が発展し、江戸時代には有力商工業都市として町が形成された。慶長年間までは、田舎のような村里だったが、寛永年間以後、町人の家造りが豪華となり、今のような街並みになった（村井古道『南都年中行事』）。奈良奉行による17世紀末の調査では、人口3万5千人を数えている。
第二次世界大戦の大規模空襲を免れ、街路と建築が残った。奈良市は比較的小さな都市のため空襲予定リストの下位にあり、都市空襲が実施される前に終戦を迎えた。戦後は奈良市旧市街地として栄えた。
現在は、社寺、公共文化施設のほか、町屋の原型や外観を保ちつつ、現代風に改装された飲食店、雑貨店、ギャラリー、ゲストハウス等が域内各地に点在することから、奈良の新たな観光スポットとして注目を集め、細かく入り組んだ路地を歩きながら歴史的風情を楽しむ観光客で賑わっている。
一方で、伝統的な町屋がハウスメーカー製の近代的な住宅に建て替えられるなどの事例も散見され、景観形成上の課題となっている。また、賃貸アパート等が少ないことなどから高齢化が課題となっており、町としての活力をどう維持するか模索が続いている。
2014年2月にならまちを通る市道猿沢線の鶴福院商店街周辺を、観光バスの通行の便などを理由に拡幅する計画が奈良市から発表され、景観を守りたい地元住民を中心に反対運動が起きた。

## 奈良町都市景観形成地区

### 指定の経緯
20世紀後半には地域住民等による町屋保存活動が活発化し、1984年には社団法人奈良まちづくりセンターが設立された。市民主体のまちづくりシンクタンク社団法人の設立は全国でも初めてのことで、各地のまちづくり運動の先鞭をつけた。奈良まちづくりセンターは奈良市のいくつかの審議会にも参加し、公益商工団体とも協力関係にあった。その市への提言に乗じて、西田栄三奈良市長が主導する形で、町屋建て替えに際し、外見の許可制限があり当時500万円の補助上限のあった伝統的建造物群保存地区へと指定しようとした。しかし、実際には戦後の住宅が5〜8割を占める地区が大半であり、町屋の外見形態への建て替えの持ち出し金が一戸当たり数千万円となることから「戦後に建てた普通の住宅を、新しく町屋に市民の莫大な負担で建てること」に多くの住民が理不尽だと反対した。きっかけをつくった奈良まちづくりセンターは、講演で「好ましくない」などと触れる程度であった。そのため、奈良町資料館長の南氏を中心とする有志が運動を起こし、撤回に至った。
奈良市は住民などと調整し、1990年4月、奈良市都市景観条例に基づく「奈良町都市景観形成地区」（面積約48.1ha）を指定した。これは、対象区域にある建造物の外観修景等に要する経費の一部を奈良市が補助するもので、規制は比較的緩い。
2010年には、奈良市都市景観条例が改正され、奈良町都市景観形成地区は「なら・まほろば景観まちづくり条例」に基づく形となった。
2014年には奈良町都市景観形成地区の範囲が約1ha拡大され（面積約49.3ha）、今御門町、元林院町、西寺林町、南市町についてはそれぞれ一部区域から全域となった。

### 区域に含まれる町
全域もしくは大部分が奈良町都市景観形成地区に含まれる町は、下記の通り（五十音順）。
- 阿字万字町
- 今御門町
- 陰陽町
- 鵲町
- 川之上突抜北方町
- 川之上町
- 北室町
- 元興寺町
- 元林院町
- 公納堂町
- 光明院町
- 芝突抜町
- 芝新屋町
- 下御門町
- 十輪院畑町
- 勝南院町
- 中院町
- 中新屋町
- 鳴川町
- 西寺林町
- 西新屋町
- 納院町
- 花園町
- 東城戸町
- 毘沙門町
- 福智院町
- 三棟町
- 南市町
- 南城戸町
- 南中町
- 薬師堂町
- 脇戸町

一部が奈良町都市景観形成地区に含まれる町は、下記の通り（五十音順）。
- 井上町
- 紀寺町
- 小太郎町
- 十輪院町
- 高畑町
- 築地之内町
- 椿井町
- 鶴福院町
- 西木辻町
- 東木辻町
- 東寺林町
- 南袋町
- 南風呂町

## 主な施設

### 寺社など

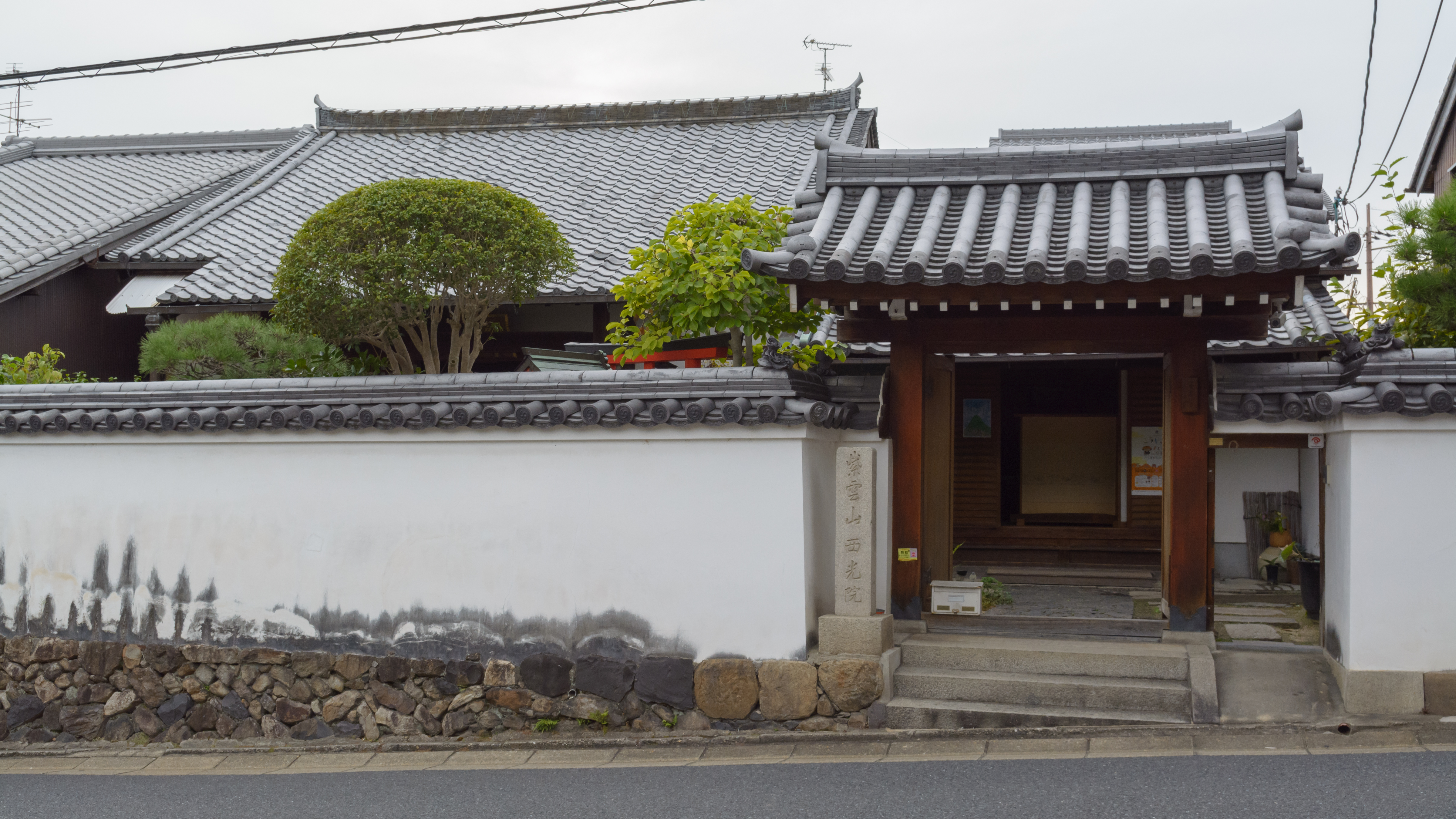
西光院（高御門町）

- 井上神社
- 元興寺極楽坊（世界遺産、国宝）
  - 元興寺文化財研究所
- 元興寺小塔院（国の史跡）
- 元興寺塔跡（国の史跡）
- 庚申堂
- 高林寺
- 御霊神社
- 率川神社
- 白山神社
- 西光院
- 十輪院
- 興善寺
- 法徳寺
- 金躰寺
- 頭塔
- 誕生寺
- 鎮宅霊符神社
- 徳融寺
- 福智院
- 十念寺
- 八王子社
- 鎧地蔵堂

### 資料館・町屋・イベントスペースなど
- 今西家書院（重要文化財）
- 時の資料館
- なら工藝館
- 奈良市音声館
- 奈良市杉岡華邨書道美術館
- 奈良市ならまち格子の家
- 奈良市立史料保存館
- 奈良町情報館
- 奈良町資料館
- ならまち振興館
- ならまちセンター
- 奈良町にぎわいの家（国登録有形文化財）
- 奈良町南観光案内所 鹿の舟
- 奈良町物語館
- 奈良町家文化館くるま座
- 奈良町落語館・鶉屋倶楽部
- 藤岡家住宅（重要文化財）

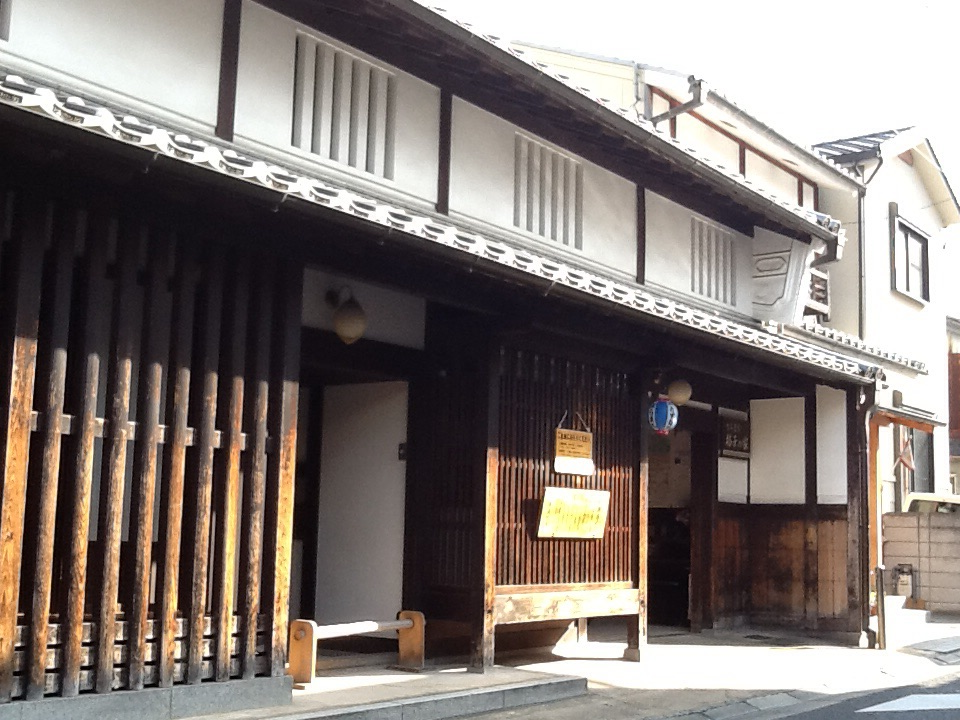
ならまち格子の家（元興寺町）

- 未来公房奈良オリエント館・ならどっとFMサテライトスタジオ
- 奈良町からくりおもちゃ館（wikidata）
- 坂本家住宅主屋（国登録有形文化財）
- 細川家住宅（奈良県指定有形文化財）
- 森家住宅（奈良市指定文化財）
- 正木家住宅（国登録有形文化財）
- 吉岡家住宅（国登録有形文化財）
- 絹谷家

### 商店街・商業施設
- 今御門商店街
- 小西さくら通り商店街
- 猿沢商店街
- 三条通り
- 下御門商店街
- 鶴福院商店街
- 東向商店街
- 餅飯殿（もちいどの）センター街
- ならまち工房、ならまち工房Ⅱ、ならまち工房Ⅲ

## 周辺情報
- 奈良公園
- 高畑町
- やすらぎの道
- 奈良きたまち
- 奈良ホテル
- 旧大乗院庭園
- 入江泰吉記念奈良市写真美術館
- 柳生街道

## 交通アクセス
- 近鉄奈良線近鉄奈良駅から南へ徒歩約10分
- JR線奈良駅から東へ徒歩約15分
- ならまち南部については、奈良交通の市内循環バス「田中町」か「北京終町」で下車し北へ